# Oracle Challenger Series – Indian Wells 2019
Die Oracle Challenger Series – Indian Wells 2019 war ein Tennisturnier der WTA Challenger Series 2019 für Damen sowie ein Tennisturnier der ATP Challenger Tour 2019 für Herren, welches zeitgleich vom 25. Februar bis 3. März 2019 in Indian Wells ausgetragen wurde.

## Damenturnier
→ Qualifikation: Oracle Challenger Series – Indian Wells 2019/Damen/Qualifikation